# Kulmbach
Kulmbach (in bavarese Kuimboch) è una città tedesca di circa 27 000 abitanti nel land della Baviera, ai piedi della selva di Franconia: è capoluogo dell'omonimo circondario.

## Storia

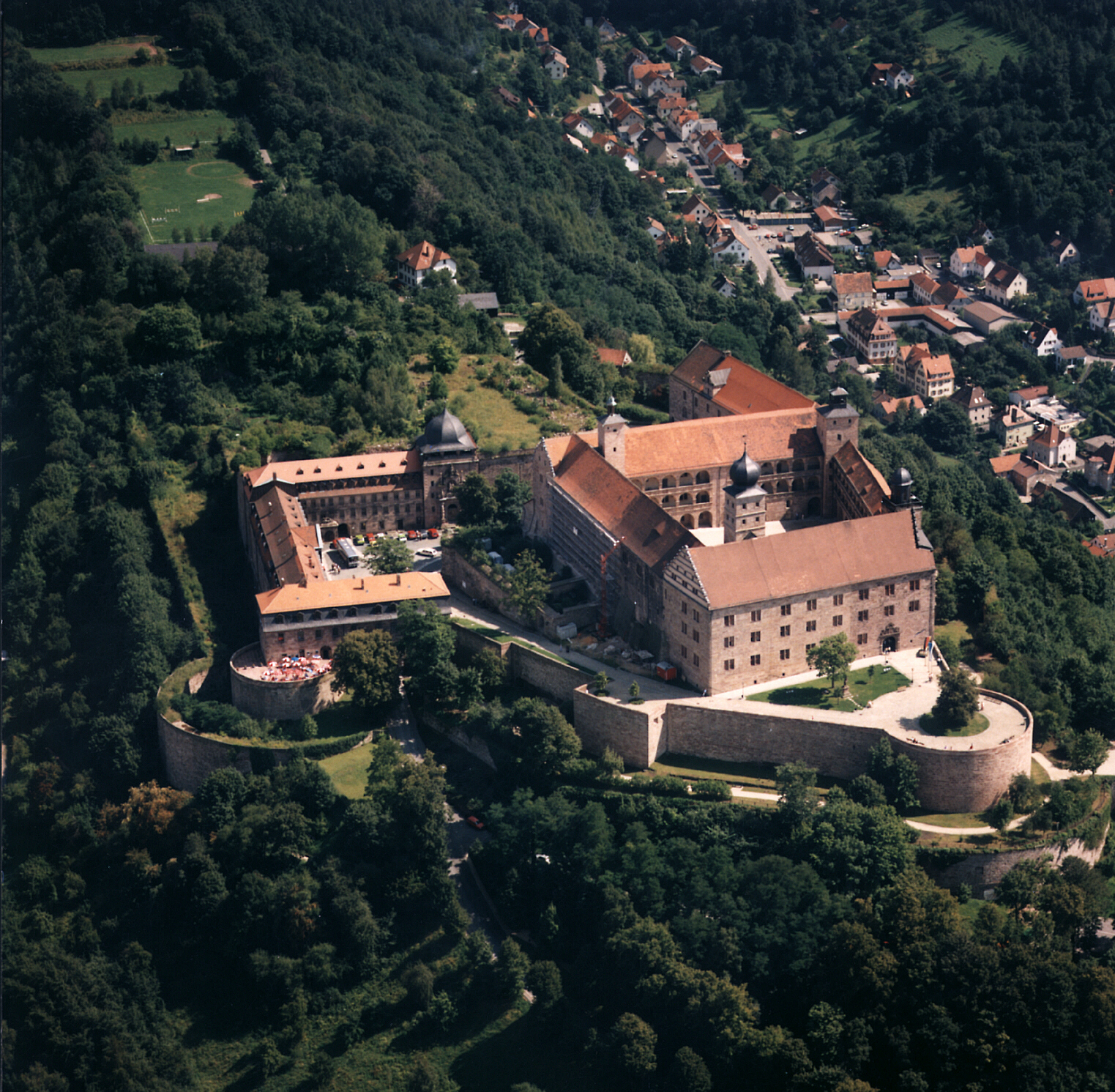
Il castello di Plassenburg

Nel territorio, il castello di Plassenburg, risalente al XII secolo è residenza degli Hohenzollern a partire dal 1340. Infatti nel 1338 gli Hohenzollern avevano acquistato il margraviato dai conti di Orlamuende. Costituitasi una linea sovrana autonoma con la sua estinzione nel 1603, lo stato passa all'altra linea degli Hohenzollern di Bayreuth. Nel 1769 con gli altri possessi svevi dei margravi di Bayreuth è ereditata dalla linea di Ansbach, per essere annessa nel 1791 dalla Prussia e successivamente dal Regno di Baviera seguendone le sorti.
È il luogo di produzione della birra Kapuziner.

## Amministrazione

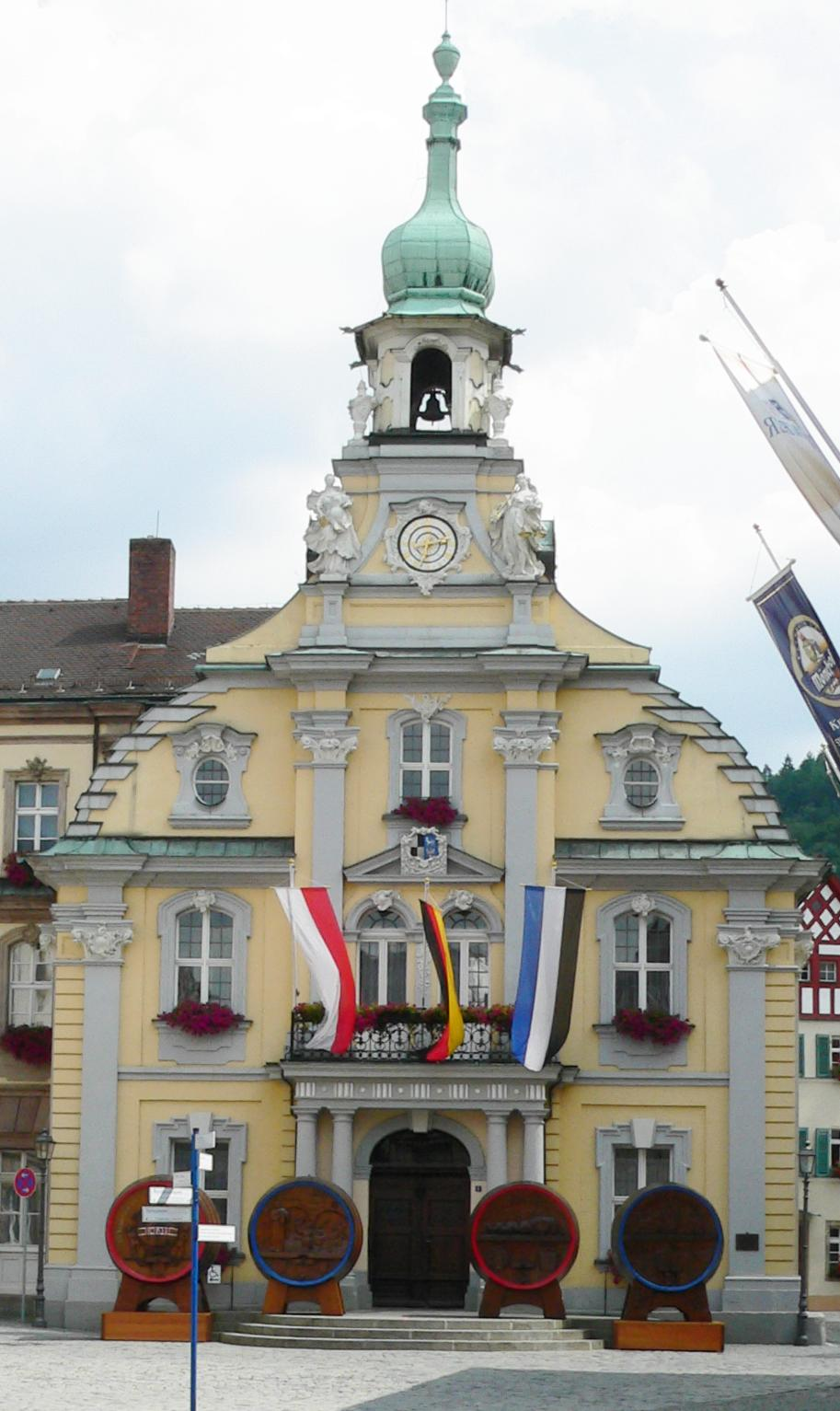
Il municipio di Kulmbach

### Gemellaggi
- Bursa, Turchia (dal 1998)[senza fonte]
- Kilmarnock, Scozia (dal 1974)[senza fonte]
- Lüneburg, Bassa Sassonia (dal 1967)[senza fonte]
- Lugo, Italia (dal 1974)[senza fonte]
- Rust, Austria (dal 1981)[senza fonte]
- Saalfeld, Turingia (dal 1988)[senza fonte]